# Lista de túneis do Brasil
Esta é uma lista incompleta de túneis e mergulhões existentes no Brasil.

## Bahia

### Túneis urbanos

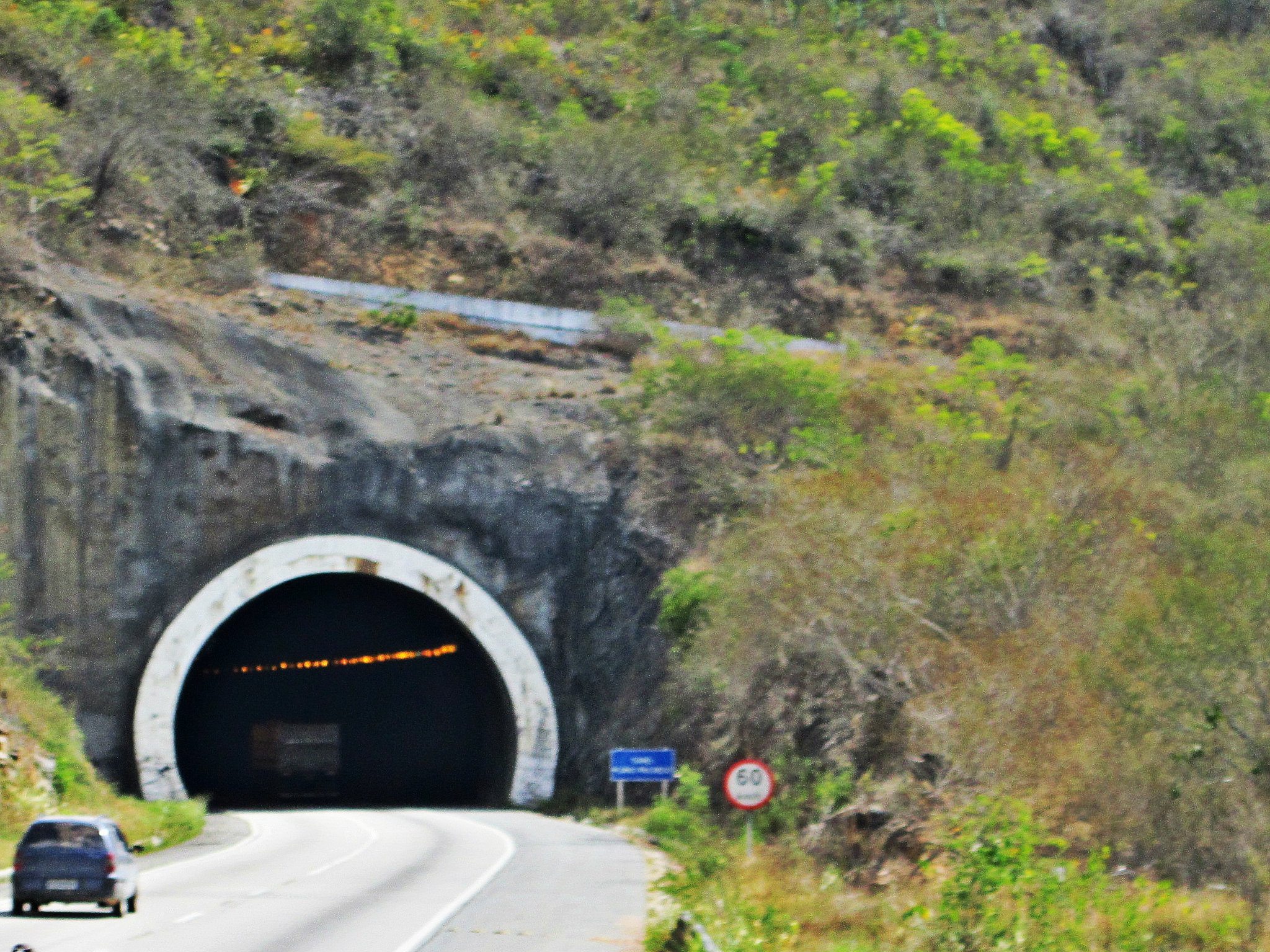
Entrada do Túnel Plínio Pacheco, em Gravatá, Pernambuco.

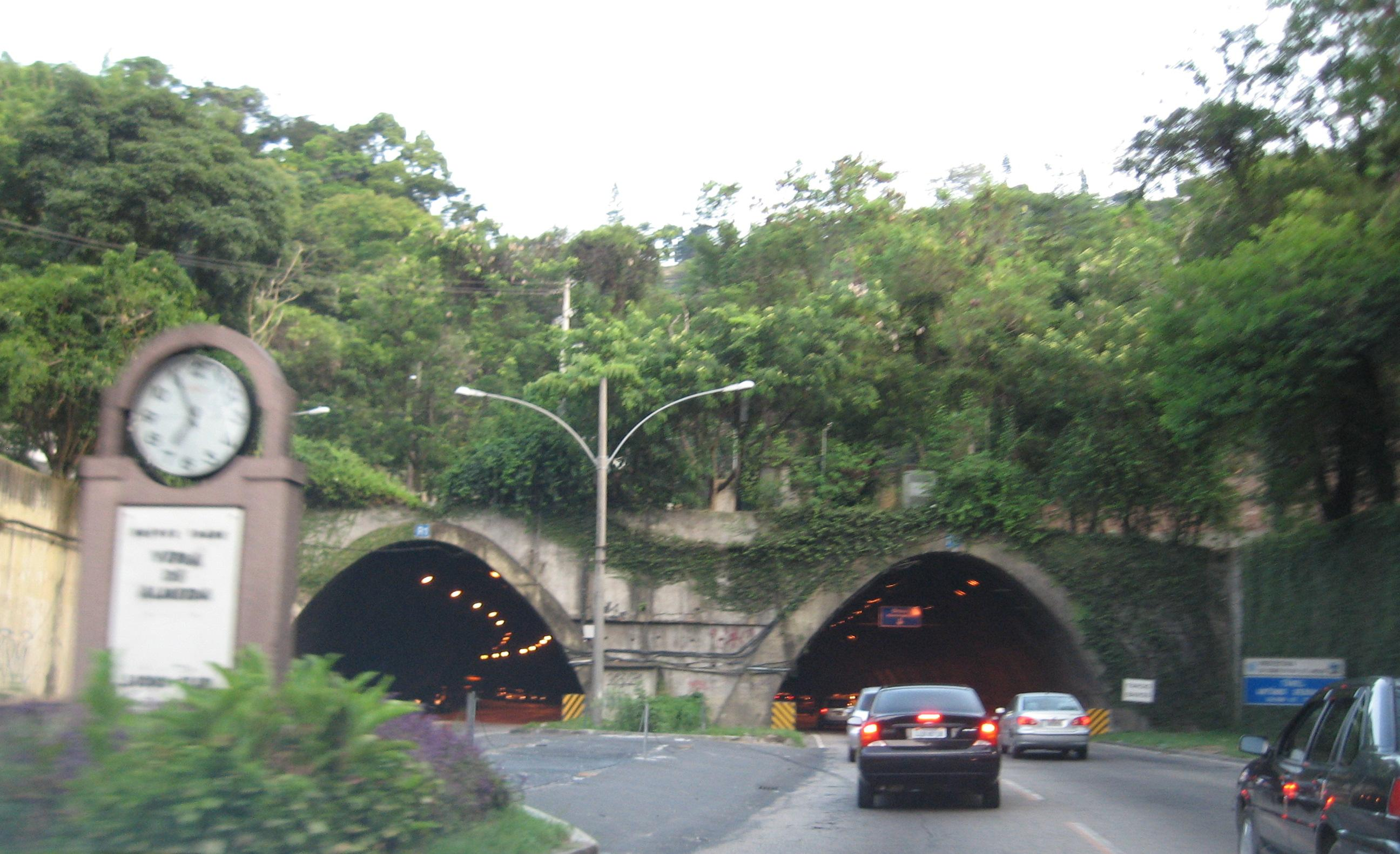
Entrada do Túnel Rebouças, sentido sul, no bairro carioca do Rio Comprido.

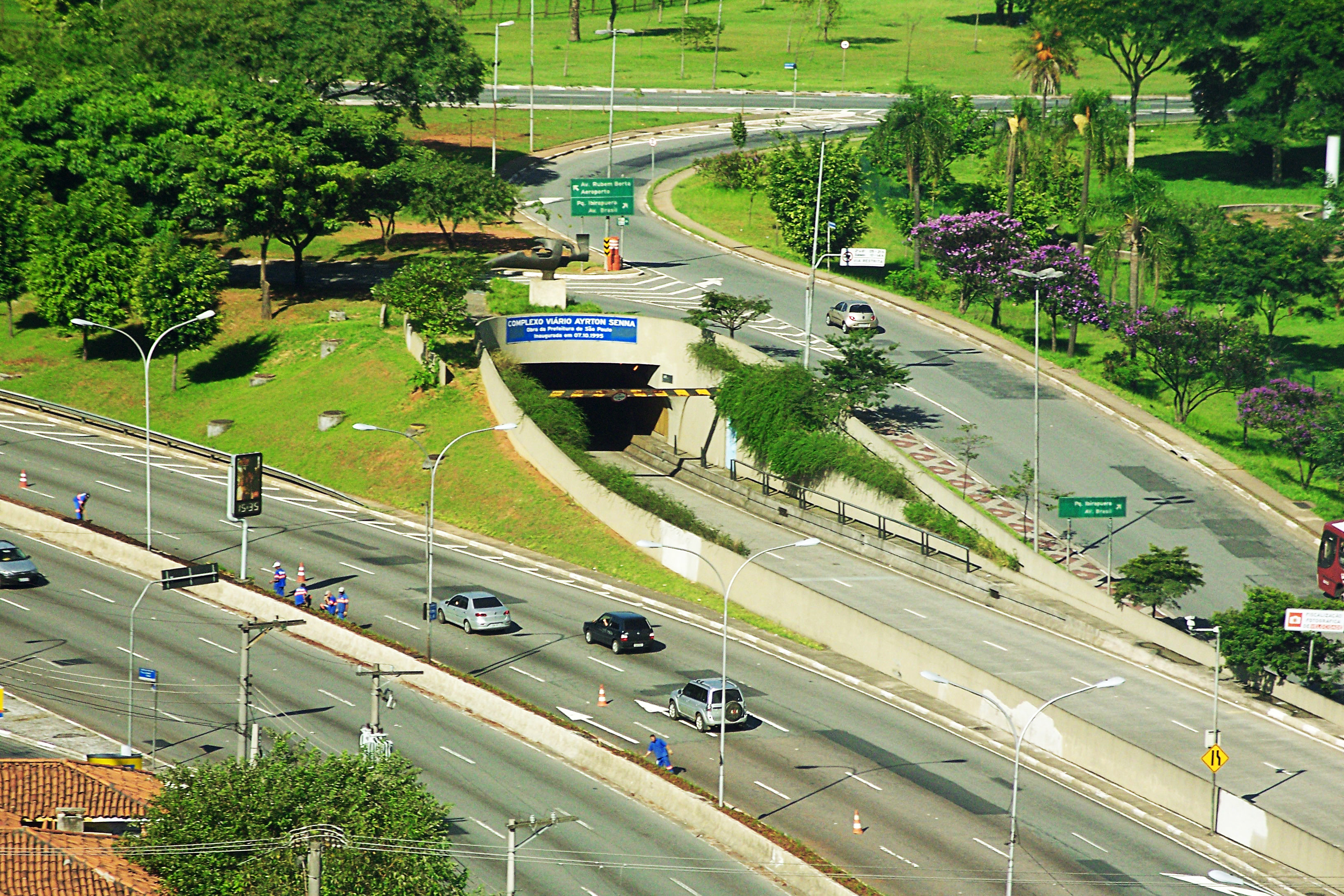
Entrada do Complexo Viário Ayrton Senna.

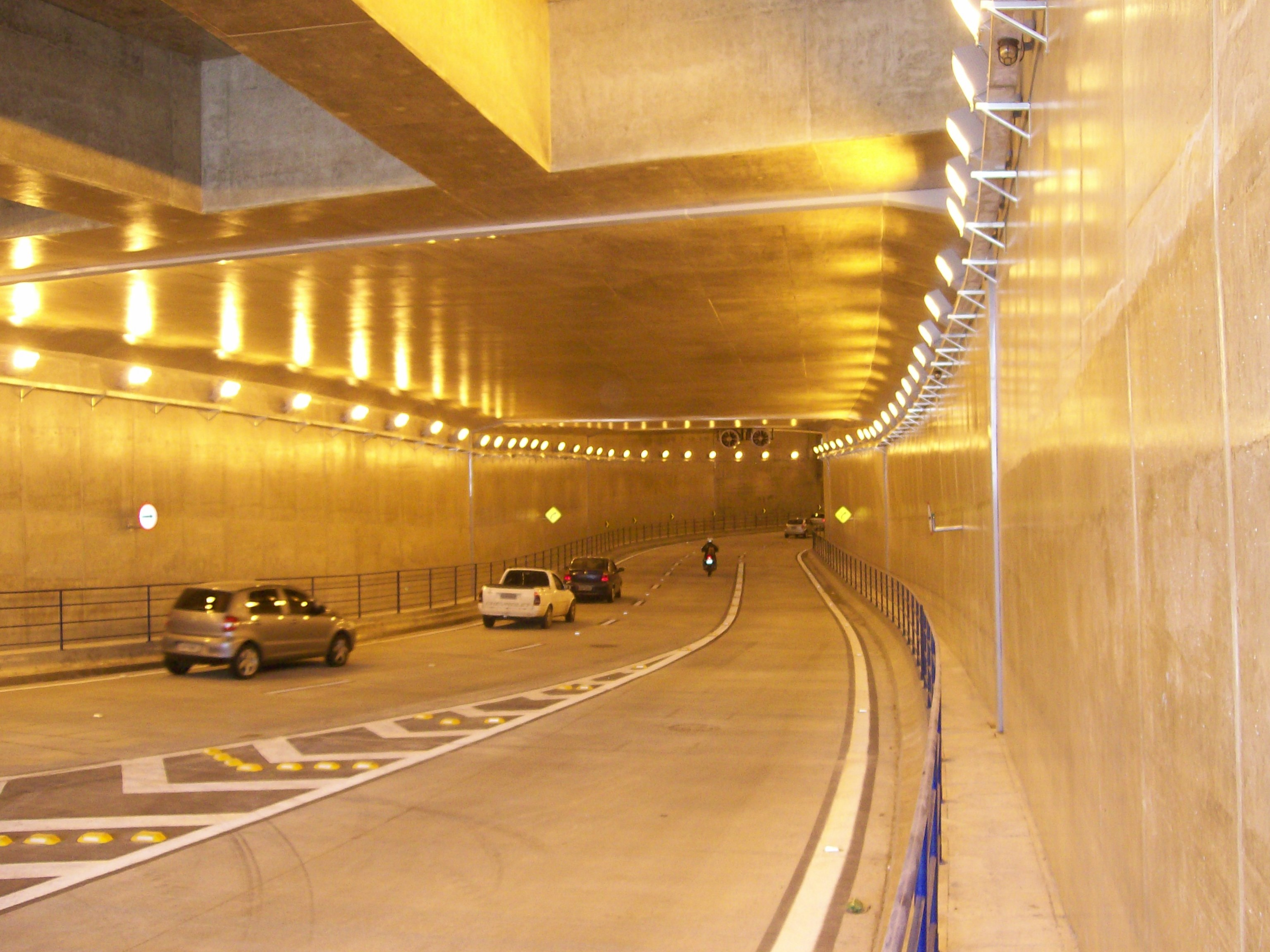
Interior do túnel 2 do Complexo Joá Penteado, em Campinas.

Feira de Santana
| #  | Nome                             | Localização                  | Extensão        | Inauguração |
| 01 | Túnel Divaldo Pereira Franco     | Avenida Maria Quitéria       | 400 m (1312 ft) | 2016        |
| 02 | Túnel Carlos Alberto Kruschewsky | Avenida João Durval Carneiro | 400 m (1312 ft) | 2018        |

Salvador
| #  | Nome                         | Localização                                 | Extensão       | Inauguração |
| 01 | Túnel Américo Simas          | Cidade Alta - Cidade Baixa                  | 300 m (984 ft) | 1969        |
| 02 | Túnel Luís Eduardo Magalhães | Avenida. Luís Eduardo Magalhães             | 300 m (984 ft) |             |
| 03 | Túnel Teodoro Sampaio        | Avenida Centenário                          | 100 m (328 ft) |             |
| 04 | Túnel da Via Expressa        | Via Expressa Bahia de Todos os Santos       |                | 2013        |
| 04 | Túnel 1                      | Avenida Pinto de Aguiar - Avenida Gal Costa |                | 2018        |
| 05 | Túnel 2                      | Avenida Pinto de Aguiar - Avenida Gal Costa |                | 2018        |
| 06 | Túnel 3                      | Avenida Pinto de Aguiar - Avenida Gal Costa |                | 2018        |

## Ceará

### Túneis urbanos
Fortaleza
| #  | Nome                            | Localização                                         | Extensão | Inauguração |
| 01 | Túnel Edson Queiroz Filho       | Centro de Convenções do Ceará                       | 700 m    | 2012        |
| 02 | Túnel Pintor Antônio Bandeira   | Centro de Convenções do Ceará                       | 665 m    | 2012        |
| 03 | Túnel Sérgio Nogueira           | Centro de Convenções do Ceará                       | 465 m    | 2012        |
| 04 | Túnel Olga Barroso              | Centro de Convenções do Ceará                       | 365 m    | 2012        |
| 05 | Túnel Barros Pinho              | Av. Santos Dumont                                   |          | 2014        |
| 06 | Túnel Engenheiro Santana Júnior | Av. Engenheiro Santana Júnior                       | 230 m    | 2016        |
| 07 | Túnel Parangaba                 | Av. Osório de Paiva                                 | 460 m    | 2017        |
| 08 | Túnel Professor Wagner Barreira | Avenida Padre Antônio Tomás - Avenida Santos Dumont | 370 m    | 2017        |
| 09 | Túnel Governador Beni Veras     | Avenida Alberto Sá                                  | 460 m    | 2019        |

## Distrito Federal

### Túneis rodoviários

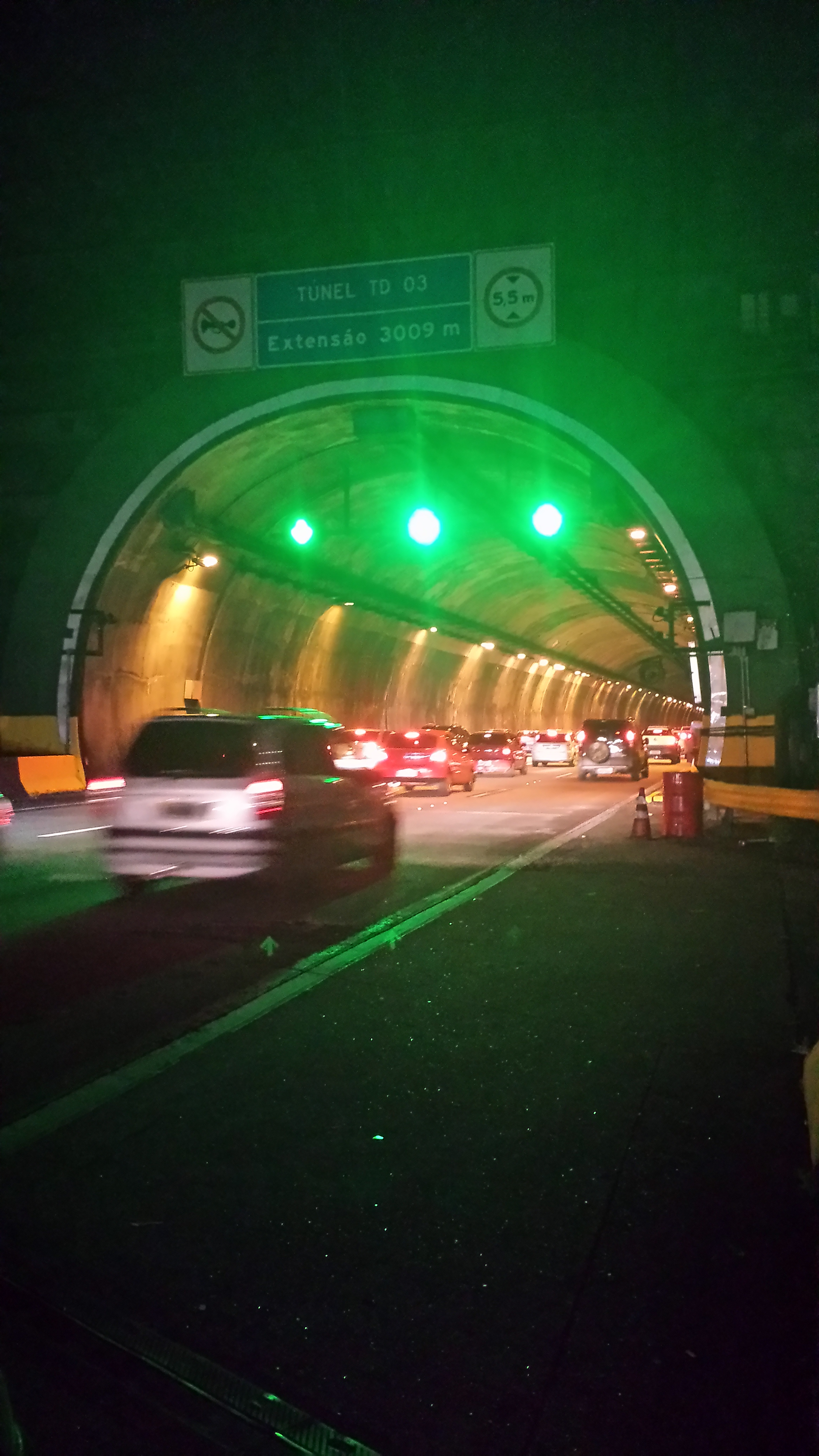
Entrada do túnel rodoviário Plínio Marcos (TD-3) na Rodovia dos Imigrantes.

Brasília
| #  | Nome                     | Localização                 | Extensão        | Inauguração |
| 01 | Túnel Buraco do Tatu     | Eixo Rodoviário de Brasília | 300 m (984 ft)  | 1960        |
| 02 | Túnel Balão do Aeroporto | DF-047                      | 800 m (2624 ft) | 2014        |

Taguatinga
| #  | Nome                         | Localização                  | Extensão          | Inauguração |
| 01 | Túnel Eixo Oeste do Expresso | Estrada Parque Taguatinga    | 830 m (2723 ft)   | 2016        |
| 03 | Túnel Rei Pelé               | Avenida Central - Taguatinga | 1.060 m (3478 ft) | 2023        |

## Goiás

### Túneis urbanos
Goiânia
| #  | Túnel                 | Localização                       | Extensão       | Inauguração |
| 01 | Jaime Câmara          | Parque Mutirama - Parque Botafogo | 296 m (971 ft) | 2013        |
| 02 | Latif Sebba           | Av.85 - Rua 85                    | 158 m (518 ft) | 2007        |
| 03 | João Alves de Queiroz | Av.85                             |                | 2008        |

## Minas Gerais

### Túneis urbanos
Belo Horizonte
| #  | Nome                            | Localização                           | Extensão        | Inauguração |
| 01 | Túnel Prefeito Souza Lima       | Avenida Cristiano Machado             | 440 m (1443 ft) | 1981        |
| 02 | Túnel Presidente Tancredo Neves | Avenida Cristiano Machado             | 435 m (1427 ft) | 1984        |
| 03 | Túnel Dona Helena Greco         | Elevado Dona Helena Greco             | -               | -           |
| 04 | Túnel Senhora do Carmo          | Avenida Nossa Senhora do Carmo        | 200 m (656 ft)  | 2010        |
| 05 | Túnel Cidade Administrativa     | Cidade Administrativa de Minas Gerais | 156 m (512 ft)  | 2012        |
| 06 | Túnel Celso Mello de Azevedo    | Av. Bernardes Vasconcelos             | 350 m (1148 ft) | 2012        |
| 07 | Túnel Abrahão Caran             | Avenida Antônio Abrahão Caram         | 300 m (984 ft)  | 2013        |
| 08 | Túnel Roberto Drummond          | Avenida Cristiano Machado             | 200 m (656 ft)  | 2010        |

Contagem
| #  | Nome  | Localização           | Extensão | Inauguração |
| 01 | Túnel | Ressaca - Água Branca |          | 2009        |

Uberlândia
| #  | Nome                          | Localização                         | Extensão | Inauguração |
| 01 | Túnel Maria Rico Mundo        | Avenida Geraldo Motta Batista       | 80 m     |             |
| 02 | Túnel Helvécio Alves Carneiro | Avenida Getúlio Vargas (Uberlândia) | 300 m    | 2020        |
| 03 | Túnel José Francisco da Silva | Avenida Anselmo Alves dos Santos    | 120 m    | 1991        |

### Túneis rodoviários
| #  | Nome                 | Rodovia | Extensão | Inauguração |
| 01 | Túnel Antônio Dias   | BR-381  | 531 m    | 2019        |
| 02 | Túnel Rio Piracicaba | BR-381  | 825 m    | 2017        |

## Pará

### Túneis urbanos
Belém
| #  | Nome                   | Localização                      | Extensão        | Inauguração |
| 01 | Túnel do Entroncamento | Complexo Viário do Entroncamento | 800 m (2624 ft) | 2006        |

### Túneis rodoviários
| #  | Nome          | Rodovia | Extensão       | Inauguração |
| 01 | Túnel Tucuruí | PA-263  | 100 m (328 ft) |             |

## Paraná

### Túneis urbanos
Curitiba
| #  | Nome                     | Localização       | Extensão | Inauguração |
| -- | ------------------------ | ----------------- | -------- | ----------- |
| 01 | Túnel Roberto Cichon     | Linha Verde Norte | 360 m    | 2014        |
| 02 | Túnel Agamenon Magalhães | Linha Verde Norte | 420 m    | 2014        |

## Pernambuco

### Túneis urbanos
Recife
| #  | Nome                  | Localização                              | Extensão        | Inauguração |
| 01 | Túnel Augusto Lucena  | Avenida Desembargador José Neves         | 315 m (1033 ft) | 1997        |
| 01 | Túnel Augusto Lucena  | Avenida Desembargador José Neves         | 280 m (918 ft)  | 1997        |
| 02 | Túnel Chico Science   | Praça da Bandeira                        | 93 m (305 ft)   | 2000        |
| 03 | Túnel Josué de Castro | Rua Manoel de Brito                      | 181 m (593 ft)  | 2007        |
| 04 | Túnel Felipe Camarão  | Avenida Centenário Alberto Santos Dumont | 300 m (984 ft)  | 2012        |
| 05 | Túnel da Abolição     | Rua Real da Torre                        | 287 m (941 ft)  | 2015        |

### Túneis rodoviários
| #  | Nome                 | Rodovia        | Extensão        | Inauguração |
| 01 | Túnel Plínio Pacheco | Recife-Caruaru | 374 m (1227 ft) | 1960        |

## Rio de Janeiro

### Túneis urbanos
Rio de Janeiro
| #  | Nome                                             | Localização                                        | Extensão (metros) | Inauguração |
| -- | ------------------------------------------------ | -------------------------------------------------- | ----------------- | ----------- |
| 01 | Túnel da Rua Alice                               | Morro dos Prazeres                                 | 220 (721 ft)      | 1887        |
| 02 | Túnel Alaor Prata                                | Morro da Saudade                                   | 182 (597 ft)      | 1892        |
| 03 | Túnel João Ricardo                               | Morro da Providência                               | 293 (961 ft)      | 1921        |
| 04 | Túnel do Pasmado                                 | Avenida das Nações Unidas - Avenida Lauro Sodré    | 220 (780 ft)      | 1947        |
| 05 | Túnel Engenheiro Marques Porto                   | Avenida Lauro Sodré - Avenida Princesa Isabel      | 250 (820 ft)      | 1949        |
| 06 | Túnel Sá Freire Alvim                            | Morro do Cantagalo                                 | 326 (1069 ft)     | 1960        |
| 07 | Túnel Major Rubens Vaz                           | Rua Tonelero - Rua Pompeu Loureiro                 | 220 (721 ft)      | 1963        |
| 08 | Túnel Santa Bárbara                              | Morro da Nova Cintra                               | 1357 (4452 ft)    | 1963        |
| 09 | Túnel Rebouças                                   | Avenida Vital Brasil - Rua Cosme Velho             | 760 (2493 ft)     | 1967        |
| 09 | Túnel Rebouças                                   | Rua Cosme Velho - Avenida Epitácio Pessoa          | 2040 (6692 ft)    | 1967        |
| 10 | Túnel Acústico Rafael Mascarenhas                | Avenida Padre Leonel França - Túnel Dois Irmãos    | 550 (1804 ft)     | 1971        |
| 11 | Túnel Zuzu Angel                                 | Autoestrada Lagoa-Barra                            | 1590 (5216 ft)    | 1971        |
| 12 | Túnel de São Conrado                             | Elevado das Bandeiras - Avenida Ministro Ivan Lins | 260 (853 ft)      | 1971        |
| 13 | Túnel do Joá                                     | Elevado das Bandeiras - Ponte da Joatinga          | 426 (1397 ft)     | 1971        |
| 14 | Túnel Martim de Sá                               | Morro de Santa Teresa                              | 304 (997 ft)      | 1977        |
| 15 | Túnel Noel Rosa                                  | Serra do Engenho Novo                              | 720 (2362 ft)     | 1977        |
| 16 | Túnel Engenheiro Raimundo de Paula Soares        | Linha Amarela                                      | 2187 (7175 ft)    | 1997        |
| 17 | Túnel Engenheiro Enaldo Cravo Peixoto            | Linha Amarela                                      | 153 (501 ft)      | 1997        |
| 18 | Túnel Geólogo Enzo Totis                         | Linha Amarela                                      | 165 (541 ft)      | 1997        |
| 19 | Túnel Vice-Presidente José Alencar               | TransOeste                                         | 1100 (3608 ft)    | 2012        |
| 20 | Mergulhão Clara Nunes                            | Campinho                                           | 400 (1312 ft)     | 2012        |
| 21 | Mergulhão Billy Blanco                           | Barra da Tijuca                                    | 670 (2198 ft)     | 2012        |
| 22 | Túnel da Saúde                                   | Via Binário do Porto                               | 80 (262 ft)       | 2013        |
| 23 | Túnel Rio450                                     | Via Binário do Porto                               | 1480 (4855 ft)    | 2015        |
| 24 | Túnel Engenheiro Paulo Cézar Marcellino Figueira | Elevado do Joá                                     |                   | 2016        |
| 25 | Túnel Engenheiro Luiz Jacques de Moraes          | Elevado do Joá                                     |                   | 2016        |
| 26 | Túnel Prefeito Marcello Alencar                  | Porto Maravilha                                    | 3370              | 2016        |
| 26 | Túnel Prefeito Marcello Alencar                  | Porto Maravilha                                    | 3395              | 2016        |
| 27 | Túnel Senador Nelson Carneiro                    | TransOlímpica                                      | 1400              | 2016        |
| 28 | Túnel Cauby Peixoto                              | TransOlímpica                                      | 190               | 2016        |

Niterói
| #  | Nome                   | Localização                                                       | Extensão           | Inauguração |
| 01 | Túnel Raul Veiga       | Avenida Roberto Silveira - Avenida Quintino Bocaiúva              | 0620 m (2034 ft)   | 1981        |
| 02 | Túnel Roberto Silveira | Avenida. Lemos Cunha - Estrada Leopoldo Fróes                     | 0260 m (853 ft)    | 1981        |
| 03 | Túnel Ângela Fernandes | Avenida Marquês do Paraná                                         | 0150 m (ft)        | 2013        |
| 04 | Túnel Charitas-Cafubá  | Avenida Prefeito Sylvio Picanço - Estrada Francisco da Cruz Nunes | 1.350 m (4.429 ft) | 2017        |
| 05 | Túnel Vicente Filho    | Avenida Feliciano Sodré                                           | 145 m (ft)         | 2017        |

Volta Redonda
| #  | Nome                   | Localização               | Extensão        | Inauguração |
| 01 | Túnel 20               | Rua Eloy Pereira Pimentel | 450 m (1215 ft) | 1970        |
| 02 | Túnel dos Metalúrgicos | Rodovia Dos Metalúgicos   | 125 m (450 ft)  | 1980        |

Valença
| #  | Nome               | Localização | Extensão  | Inauguração |
| -- | ------------------ | ----------- | --------- | ----------- |
| 01 | Túnel Maria Nossar | RJ-137      | 95 m (ft) | 1883        |

### Túneis rodoviários
| #  | Nome                        | Rodovia         | Extensão        | Inauguração |
| 01 | Túnel Washington Luís       | Washington Luís | 340 m (1115 ft) | 1928        |
| 02 | Túnel da Quitandinha        | Washington Luís | 268 m (879 ft)  | 1960        |
| 03 | Túnel do Papagaio           | Washington Luís | 220 m (721 ft)  | 1960        |
| 04 | Túnel do Ouriço             | Washington Luís | 112 m (367 ft)  | 1960        |
| 05 | Túnel Lídice-Angra dos Reis | RJ-155          | 100 m (328 ft)  | 1970        |
| 06 | Túnel Saí-Mangaratiba       | Rio-Santos      | 474 m (1555 ft) | 1970        |
| 07 | Túnel Muriqui-Itacuruçá     | Rio-Santos      | 528 m (1732 ft) | 1970        |

## Rio Grande do Norte

### Túneis urbanos
Natal
| #  | Nome                  | Localização      | Extensão | Inauguração |
| 01 | Túnel Romualdo Galvão | Av. Lima e Silva |          | 2014        |

## Rio Grande do Sul

### Túneis urbanos
Porto Alegre
| #  | Nome               | Localização                                       | Extensão     | Inauguração |
| 01 | Túnel da Conceição | Av.Oswaldo Aranha – Av. Presidente Castelo Branco | 250m (820ft) | 1972        |

Sapucaia do Sul
| #  | Nome                 | Localização                                          | Extensão | Inauguração |
| 01 | Túnel Hassan Mustafá | Avenida João Pereira de Vargas - Avenida Rubem Berta |          |             |

Santa Maria
| #  | Nome                        | Localização                             | Extensão | Inauguração |
| 01 | Túnel Prefeito Evandro Behr | Avenida Rio Branco – Rua do Acampamento |          |             |
| 02 | Túnel Gári                  | Avenida Rio Branco                      |          |             |

### Túneis rodoviários
| #  | Nome                | Rodovia     | Extensão       | Inauguração |
| 01 | Túnel da Reversão   | Rota do Sol | 445m (1459ft)  | 2006        |
| 02 | Túnel do Morro Alto | BR-101      | 1837m (6026ft) | 2010        |

## São Paulo

### Túneis urbanos
São Paulo
| #  | Nome                                  | Localização                                                        | Extensão         | Inauguração |
| 01 | Passagem Doutor Eurycledes Zerbini    | Avenida Lineu de Paula Machado – Avenida Valdemar Ferreira         | 0420 m (1377 ft) | 1993        |
| 02 | Túnel Sebastião Camargo               | Avenida das Magnólias – Avenida Juscelino Kubitschek               | 1170 m (3838 ft) | 1995        |
| 03 | Túnel Jânio Quadros                   | Avenida Juscelino Kubitschek                                       | 1900 m (6233 ft) | 1994        |
| 04 | Túnel Tribunal de Justiça             | Avenida Juscelino Kubitschek                                       | 0824 m (2703 ft) | 1994        |
| 05 | Túnel Ayrton Senna                    | Avenida 23 de Maio – Avenida Antônio Joaquim de Moura Andrade      | 1700 m           | 1995        |
| 05 | Túnel Ayrton Senna                    | Avenida Antônio Joaquim de Moura Andrade – Av. Sena Madureira      | 1950 m (6397 ft) | 1996        |
| 06 | Passagem Sena Madureira               | Avenida 23 de Maio – Avenida Sena Madureira                        | 0205 m (672 ft)  | 1996        |
| 07 | Passagem Tom Jobim                    | Avenida Prestes Maia                                               | 0329 m (1079 ft) | 1995        |
| 08 | Túnel Maria Maluf                     | Avenida Presidente Tancredo Neves                                  | 1020 m (3346 ft) | 1994        |
| 09 | Túnel Mackenzie                       | Estrada das Lágrimas                                               | 0180 m (590 ft)  | 1996        |
| 09 | Túnel José Roberto Fanganiello Melhem | Avenida Paulista – Avenida Rebouças – Avenida Doutor Arnaldo       | 0360 m (1181 ft) | 1973        |
| 10 | Túnel Noite Ilustrada                 | Avenida Rebouças – Avenida Doutor Arnaldo – Avenida Major Natanael | 0884 m (2900 ft) | 1973        |
| 11 | Túnel Francisco Matarazzo             | Avenida Francisco Matarazzo – Avenida General Olímpio da Silveira  | 0120 m (393 ft)  | 1970        |
| 12 | Túnel Presidente Roosevelt            | Praça Franklin Roosevelt                                           | 1120 m (3674 ft) | 1971        |
| 13 | Túnel Takeharu Akagawa                | Avenida São Gabriel – Avenida Santo Amaro                          | 0393 m (1289 ft) | 1969        |
| 14 | Túnel 9 de Julho                      | Avenida 9 de Julho                                                 | 450 m (1476 ft)  | 1938        |
| 15 | Túnel Papa João Paulo II              | Avenida 23 de Maio – Avenida Prestes Maia                          | 0582 m (1909 ft) | 1988        |
| 15 | Túnel Papa João Paulo II              | Avenida 23 de Maio – Avenida Prestes Maia                          | 0544 m           | 1990        |
| 16 | Túnel Fernando Vieira de Mello        | Avenida Eusébio Matoso                                             | 0583 m (1912 ft) | 2004        |
| 17 | Túnel Max Feffer                      | Avenida Cidade Jardim – Avenida 9 de Julho                         | 0756 m (2480 ft) | 2004        |
| 18 | Túnel Odon Pereira                    | Avenida José Pinheiro Borges                                       | 0180 m (590 ft)  | 2006        |
| 19 | Túnel Paulo Autran                    | Avenida Washington Luís – Aeroporto de Congonhas                   | 0150 m (492 ft)  | 2008        |
| 20 | Passagem Dirce Camargo                | Avenida Cidade Jardim                                              | 0196 m           | 2013        |

Barueri
| #  | Nome                    | Localização      | Extensão       | Inauguração |
| 01 | Passagem Yojiro Takaoka | Alameda Araguaia | 250 m (820 ft) | 2010        |

Campinas
| #  | Nome               | Localização                                                | Extensão        | Inauguração |
| 01 | Túnel Joá Penteado | Avenida Ruy de Almeida Barbosa – Avenida Campos Sales      | 370 m (1213 ft) | 1992        |
| 01 | Túnel Joá Penteado | Avenida Ruy de Almeida Barbosa – Avenida Benjamin Constant | 450 m (1476 ft) | 2009        |

Guarujá
| #  | Nome                       | Localização                       | Extensão        | Inauguração |
| 01 | Túnel Juscelino Kubitschek | Via Vereador Lydio Martins Correa | 355 m (1164 ft) | 1986        |

Mogi das Cruzes
| #  | Nome                                             | Localização                                                  | Extensão | Inauguração |
| -- | ------------------------------------------------ | ------------------------------------------------------------ | -------- | ----------- |
| 01 | Complexo Viário Jornalista Tirreno Da San Biagio | Rua Doutor Ricardo Vilela - Rua Hamilton Silva e Costa       | 270 m    | 2016        |
| 02 | Complexo Viário Jornalista Tirreno Da San Biagio | Rua Cabo Diogo Oliver - Avenida Governador Adhemar de Barros | 426 m    | 2018        |

Ribeirão Preto
| #  | Nome                                    | Localização                                       | Extensão        | Inauguração |
| 01 | Túnel José Bonifácio de Andrada e Silva | Avenida Independência - Avenida Presidente Vargas | 381 m (1250 ft) | 2023        |

Santos
| #  | Nome                         | Localização        | Extensão        | Inauguração |
| 01 | Túnel Rubens Fereira Martins | Centro – Jabaquara | 385 m (1263 ft) | 1950        |

Taubaté
| #  | Nome                       | Localização    | Extensão       | Inauguração |
| 01 | Túnel Visconde de Tremembé | Rua 9 de Julho | 300 m (984 ft) | 1996        |

### Túneis rodoviários
| #  | Nome                                        | Rodovia                         | Extensão             | Inauguração |
| 01 | Túnel TA-01                                 | Imigrantes                      | 230 m (754 ft)       | 1974        |
| 02 | Túnel TA-02                                 | Imigrantes                      | 95 m (311 ft)        | 1974        |
| 03 | Túnel TA-04                                 | Imigrantes                      | 235 m (770 ft)       | 1974        |
| 04 | Túnel TA-05                                 | Imigrantes                      | 370 m (1213 ft)      | 1974        |
| 05 | Túnel TA-06                                 | Imigrantes                      | 120 m (393 ft)       | 1974        |
| 06 | Túnel TA-07                                 | Imigrantes                      | 290 m (951 ft)       | 1974        |
| 07 | Túnel TA-09                                 | Imigrantes                      | 420 m (1377 ft)      | 1974        |
| 08 | Túnel TA-10/11                              | Imigrantes                      | 1.215 m (3.986 ft)   | 1974        |
| 09 | Túnel TA-12                                 | Imigrantes                      | 320 m (1049 ft)      | 1974        |
| 10 | Túnel TA-13                                 | Imigrantes                      | 468 m (1535 ft)      | 1974        |
| 11 | Túnel TA-14                                 | Imigrantes                      | 127 m (416 ft)       | 1974        |
| 12 | Túnel TD-0                                  | Imigrantes                      | 0110 m (360 ft)      | 2002        |
| 13 | Túnel Irineu Meireles                       | Imigrantes                      | 3146 m (10321 ft)    | 2002        |
| 14 | Túnel José Geraldo Rodrigues Alckmin        | Imigrantes                      | 2080 m (6824 ft)     | 2002        |
| 15 | Túnel Plínio Marcos                         | Imigrantes                      | 3009 m (9872 ft)     | 2002        |
| 16 | Túnel TN-1                                  | Anchieta                        | 0270 m (885 ft)      | 1947        |
| 17 | Túnel TN-2                                  | Anchieta                        | 0170 m (557 ft)      | 1947        |
| 18 | Túnel TS-1                                  | Anchieta                        | 0230 m (754 ft)      | 1947        |
| 19 | Túnel TS-2                                  | Anchieta                        | 0170 m (557 ft)      | 1947        |
| 20 | Túnel T1 (duplo)                            | Carvalho Pinto                  | 0510 m (1673 ft)     | 1998        |
| 21 | Túnel T2 (duplo)                            | Carvalho Pinto                  | 0390 m (1279 ft)     | 1998        |
| 22 | Túnel T3 (duplo)                            | Carvalho Pinto                  | 0680 m (2230 ft)     | 1998        |
| 23 | Túnel                                       | Floriano Rodrigues Pinheiro     | 0250 m (820 ft)      | 1978        |
| 24 | Túnel da Mata Fria (triplo)                 | Fernão Dias                     | 0250 m (820 ft)      | 1958        |
| 25 | Túnel dos Quilombos                         | Cônego D. Rangoni               | 0940 m (3083 ft)     | 1998        |
| 26 | Túnel TI-0/TE-0 (duplo)                     | Rodoanel Oeste                  | 1710 m (5610 ft)     | 2001        |
| 27 | Túnel TI-1/TE-1 (duplo)                     | Rodoanel Oeste                  | 0680 m (2230 ft)     | 2001        |
| 28 | Túnel TI-2/TE-2 (duplo)                     | Rodoanel Oeste                  | 0465 m (1525 ft)     | 2001        |
| 29 | Túnel TI-3/TE-3 (duplo)                     | Rodoanel Oeste                  | 0470 m               | 2001        |
| 30 | Túnel Boulevard de Cabreúva (duplo)         | Dom Gabriel Paulino Couto       | 0130 m (426 ft)      | 2002        |
| 30 | Túnel de Santa Luzia (duplo)                | Rodoanel Leste                  | 1100 m (3608 ft)     | 2014        |
| 31 | Túnel 1                                     | Régis Bittencourt               | 0350 m               | 2017        |
| 32 | Túnel 2                                     | Régis Bittencourt               | 0230 m               | 2017        |
| 33 | Túnel 3                                     | Régis Bittencourt               | 0760 m               | 2017        |
| 34 | Túnel 1                                     | Tamoios                         | 2888 m (9475 ft)     | 2022        |
| 35 | Túnel 2                                     | Tamoios                         | 714 m (2342,5 ft)    | 2022        |
| 36 | Túnel 3/4 (Túnel Antônio de Queiroz Galvão) | Tamoios                         | 5555 m (18225 ft)    | 2022        |
| 37 | Túnel 5                                     | Tamoios                         | 3696 m (12126 ft)    | 2022        |
| 38 | Túnel 101 (duplo)                           | Contornos Tamoios (SPI-097/055) | 294 m (964,56 ft)    | 2023        |
| 39 | Túnel 102 (duplo)                           | Contornos Tamoios (SPI-097/055) | 400 m (1312,34 ft)   | 2023        |
| 40 | Túnel 301 (duplo)                           | Contornos Tamoios (SPI-097/055) | 2270 m (7447,5 ft)   | 2024        |
| 41 | Túnel 302/401 (duplo)                       | Contornos Tamoios (SPI-097/055) | 3446 m (11305,77 ft) | 2024        |
| 42 | Túnel 402 (duplo)                           | Contornos Tamoios (SPI-097/055) | 234 m (767,71 ft)    | 2024        |

## Santa Catarina

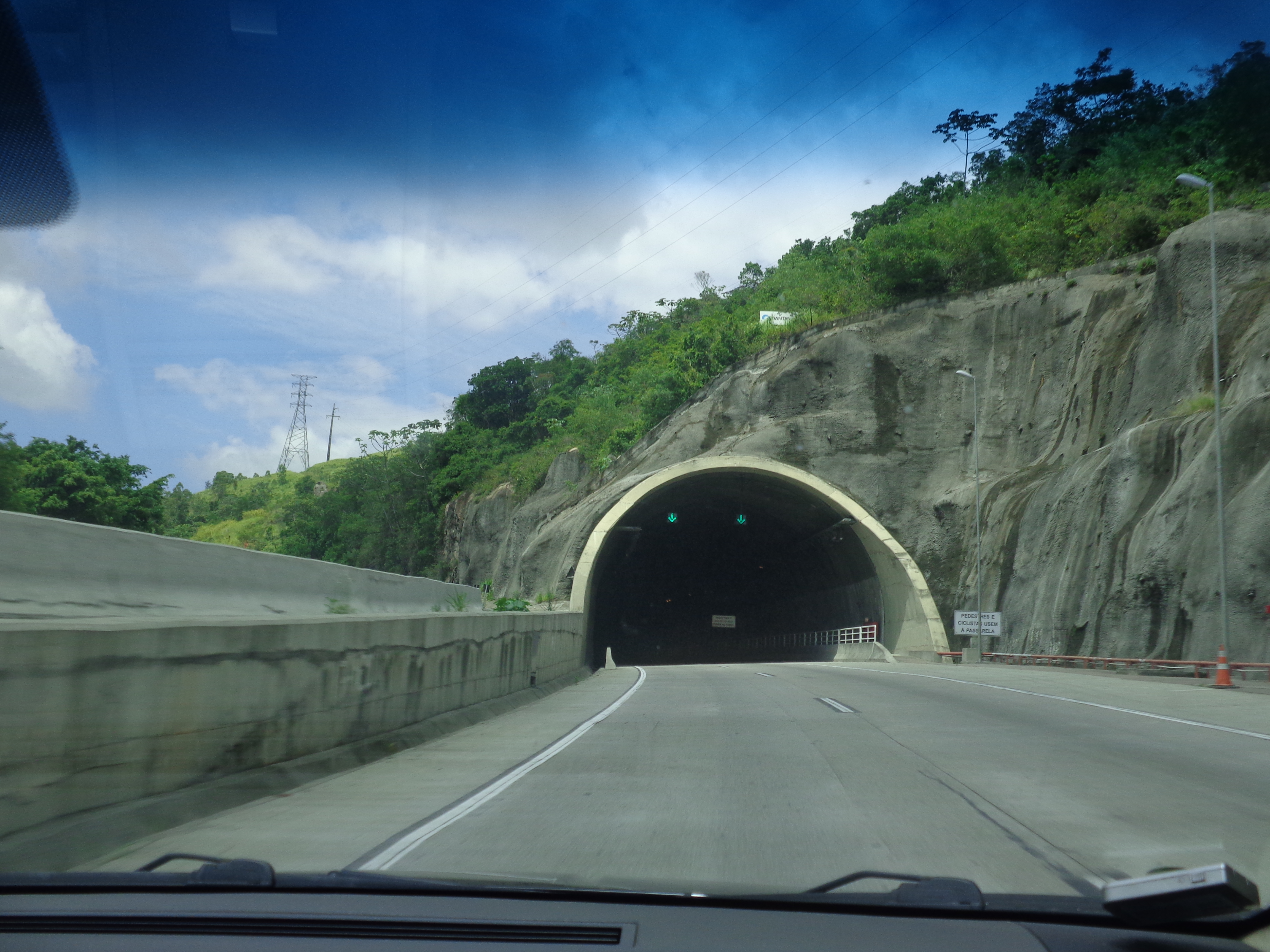
Entrada do Túnel do Morro do Formigão, em Tubarão, Santa Catarina.

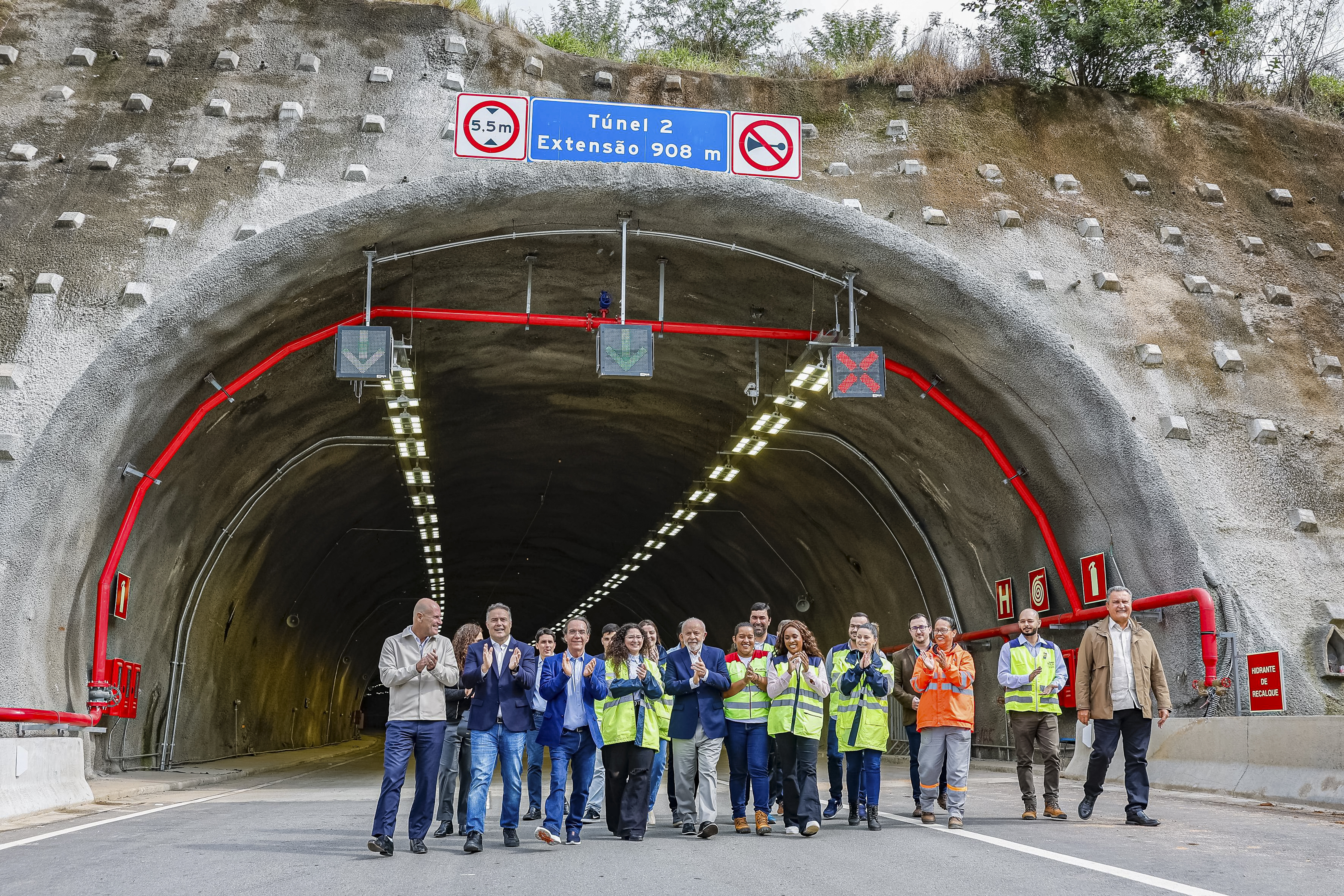
Entrada do Túnel 2, do Contorno Viário da Grande Florianópolis.

### Túneis urbanos
Florianópolis
| #  | Nome                      | Localização      | Extensão        | Inauguração |
| 01 | Túnel Antonieta de Barros | Via Expressa Sul | 730 m (2395 ft) | 2002        |

### Túneis rodoviários
| #  | Nome                       | Rodovia | Extensão            | Inauguração |
| 01 | Túnel do Morro do Boi      | BR-101  | 1.001 m (3284 ft)   | 1997        |
| 02 | Túnel do Morro Agudo       | BR-101  | 1.014,5 m (3328 ft) | 2012        |
| 03 | Túnel do Morro do Formigão | BR-101  | 530 m (1738 ft)     | 2015        |
| 04 | Túnel 1                    | BR-101  | 530 m               | 2024        |
| 05 | Túnel 2                    | BR-101  | 908 m               | 2024        |
| 06 | Túnel 3                    | BR-101  | 870 m               | 2024        |
| 07 | Túnel 4                    | BR-101  | 820 m               | 2024        |